# Mercier (Champagner)

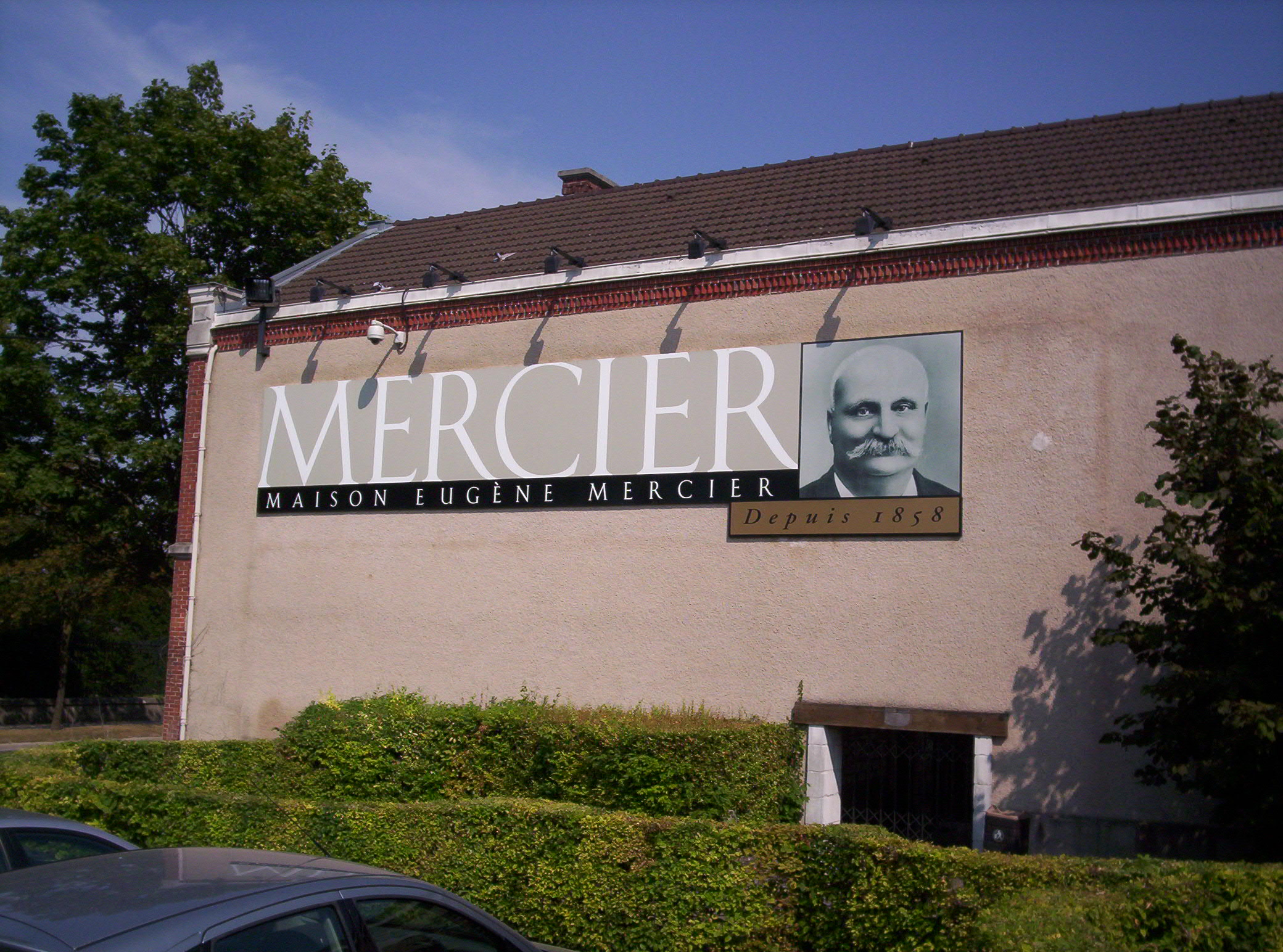
Haus Mercier in Épernay

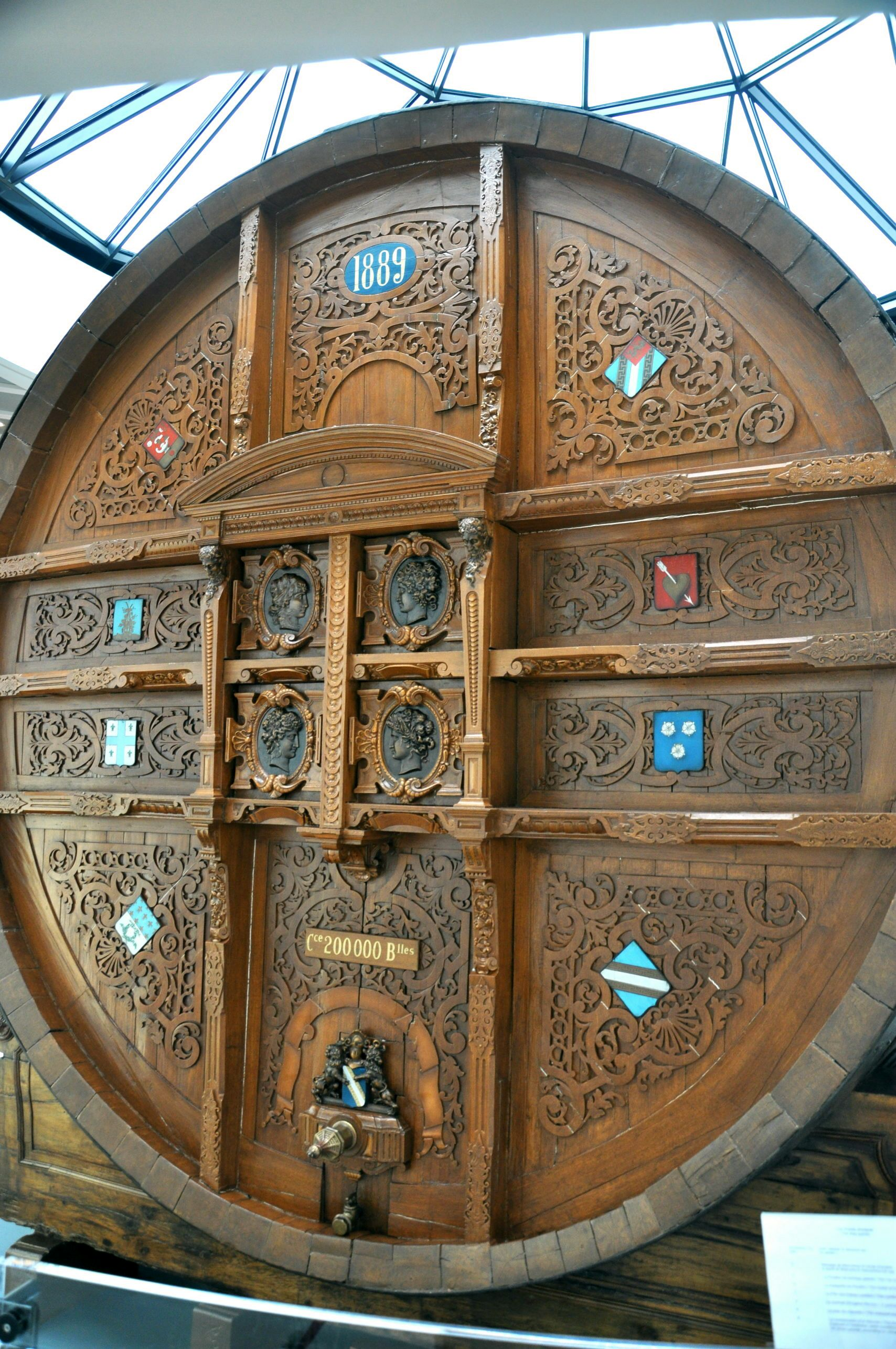
Das Fass „Le foudre“ (Rückseite)

Mercier ist eine 1858 von Eugène Mercier gegründete Champagnermarke mit Sitz in Épernay, Frankreich. Mercier ist die Champagnermarke mit dem größten Umsatz in Frankreich.

## Geschichte
1858 gründete Eugène Mercier (* 1838; † 1904) im Alter von 20 Jahren das anfangs kleine Champagnerhaus. 1869 erwarb Mercier das Stück Land in Épernay an der Avenue de Champagne, dem Sitz aller bekannten Champagnerhäuser in Épernay, das auch heute noch den Sitz des Hauses darstellt. Dort liegen auch die weiträumigen, seit 1871 in den Kreidefelsen gegrabenen Keller, die bis heute zur Reifung und Lagerung des produzierten Champagners dienen. Die Keller liegen in einer Tiefe von ca. 30 m und umfassen Gänge in einer Länge von 18 km.
1885 verlegte die Compagnie des Grands Vins de Champagne E. Mercier & Cie einen Teil ihrer Champagnerproduktion nach Luxemburg. Mercier wollte sich dort, im Gebiet des Deutschen Zollvereins, einen Preisvorteil verschaffen, da für Champagner in Fässern ein anderer Zollsatz galt als für Flaschen. Die Firma erhielt wenig später einen eigenen Gleisanschluss an den Luxemburger Hauptbahnhof, über den sowohl die Anlieferung der Weinfässer aus Frankreich als auch der Export der abgefüllten Champagnerflaschen erfolgte.

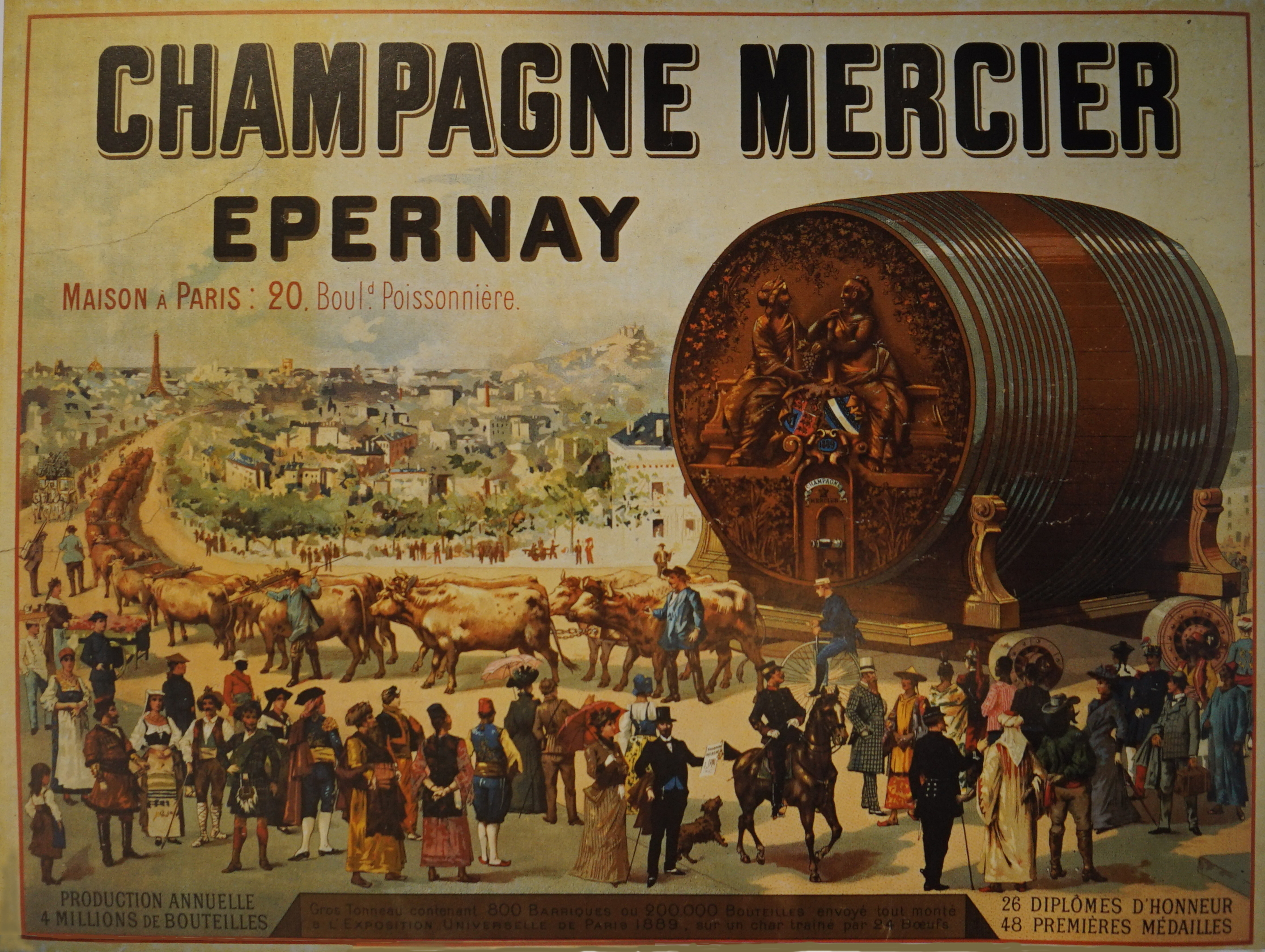
Werbeplakat zum Fasstransport

Zur Weltausstellung 1889 in Paris ließ Mercier das mit 1600 Hektolitern seinerzeit größte Weinfass der Welt mit Namen „Le foudre“ (Das große Fass) herstellen und mit 20 Ochsenpaaren nach Paris transportieren. Das Fass ist heute in der Eingangshalle von Mercier in Épernay ausgestellt.
Mercier besaß die ursprünglichen Rechte an der Marke Dom Pérignon, verkaufte diese aber 1930 an Moët & Chandon.
1970 fusionierte das Haus Mercier mit Moët & Chandon. 1987 wurden beide von der neu gegründeten Luxusmarke Moët Hennessy Louis Vuitton übernommen.